# Intro - The Gift Recordings
Intro - The Gift Recordings è un album di raccolta del gruppo musicale britannico Pulp, pubblicato nel 1993.

## Tracce
1. Space – 5:11
2. O.U. (12" Mix) – 3:43
3. Babies – 4:04
4. Styloroc (Nites of Suburbia) – 3:10
5. Razzmatazz – 3:40
6. Sheffield: Sex City – 8:31
7. Stacks – 2:42
8. Inside Susan – 5:34
9. 59 Lyndhurst Grove – 3:33

## Formazione
- Jarvis Cocker – voce, chitarra
- Russell Senior – chitarra, violino
- Candida Doyle – organo, sintetizzatore, stilofono, voce
- Steve Mackey – basso
- Nick Banks – batteria